# Список умерших в 607 году

## Ноябрь
- 12 ноября — Бонифаций III, Папа Римский (607).

## Дата смерти неизвестна или требует уточнения
- Дезидерий Вьеннский, архиепископ Вьена, католический святой.
- Харб ибн Умайя, лидер курейшитов и кинанитов во время Войны аль-Фиджар.